# Theo Reinhardt
Theo Reinhardt (Berlín, 17 de septiembre de 1990) es un deportista alemán que compitió en ciclismo en las modalidades de pista, especialista en las pruebas de persecución por equipos y madison, y ruta.
Ganó cuatro medallas en el Campeonato Mundial de Ciclismo en Pista entre los años 2013 y 2020, y ocho medallas en el Campeonato Europeo de Ciclismo en Pista entre los años 2012 y 2024.
Participó en dos Juegos Olímpicos de Verano, ocupando el quinto lugar en Río de Janeiro 2016 y el sexto en Tokio 2020, en la prueba de persecución por equipos.

## Medallero internacional
| Campeonato Mundial | Campeonato Mundial       | Campeonato Mundial | Campeonato Mundial      |
| Año                | Lugar                    | Medalla            | Competición             |
| ------------------ | ------------------------ | ------------------ | ----------------------- |
| 2013               | Minsk (Bielorrusia)      | Medalla de bronce  | Madison                 |
| 2018               | Apeldoorn (Países Bajos) | Medalla de oro     | Madison                 |
| 2019               | Pruszków (Polonia)       | Medalla de oro     | Madison                 |
| 2020               | Berlín (Alemania)        | Medalla de bronce  | Madison                 |
| Campeonato Europeo |                          |                    |                         |
| Año                | Lugar                    | Medalla            | Competición             |
| 2012               | Panevėžys (Lituania)     | Medalla de plata   | Persecución por equipos |
| 2014               | Baie-Mahault (Francia)   | Medalla de plata   | Persecución por equipos |
| 2018               | Glasgow (Reino Unido)    | Medalla de plata   | Madison                 |
| 2019               | Apeldoorn (Países Bajos) | Medalla de bronce  | Madison                 |
| 2022               | Múnich (Alemania)        | Medalla de oro     | Madison                 |
| 2022               | Múnich (Alemania)        | Medalla de plata   | Eliminación             |
| 2023               | Grenchen (Suiza)         | Medalla de oro     | Madison                 |
| 2024               | Apeldoorn (Países Bajos) | Medalla de oro     | Madison                 |

## Palmarés
2011 (como amateur) 
- 1 etapa del Tour de Berlín

2013
- 1 etapa de la Vuelta a Bohemia Meridional

2017
- 1 etapa del Dookoła Mazowsza

2018
- GP Buchholz